# Никитин, Виктор Кузьмич
Никитин Виктор Кузьмич (28 октября 1914, Армавир Краснодарского края — 30 марта 1978, Жигулевск) — почётный гражданин Городского округа Жигулевска, первый директор Жигулевского ордена Ленина комбината строительных материалов.

## Биография
Родился 28 октября 1914 года в Армавире Краснодарского края.
Окончил строительный техникум и начал работать в одном из строительных управлений Севастополя.
Затем — служба в Красной Армии на Дальнем востоке и работа техником строителем в Амурской области.
С 1943 по 1949 год директор Лондоковского известкового завода в Хабаровском крае.
С 1949 до 1953 год — директор Теплоозерского цементного завода город Теплозерск в Хабаровском крае.
С 1953 до 1955 год — заместитель директора Нижнетагильского цементного завода в Нижнем Тагиле.
В 1955 году по решению Министерства промышленности стройматериалов направлен руководителем строящегося Жигулёвского комбината стройматериалов.
1 августа 1958 года Никитин В. К. ввёл комбинат строительных материалов в строй действующих.

С 1958 года директор Жигулевского комбината строительных материалов, превратил его в ведущее предприятие отрасли.
Под его руководством Жигулёвский комбинат строительных материалов шесть раз заносили на Всесоюзную доску почета выставки достижений народного хозяйства СССР.
Благодаря его труду и коллективу Жигулевского комбината строительных материалов в Жигулевске построены: два стадиона, два детских сада, пионерский лагерь «Жигулёвский Артек» на Бахиловой Поляне, санаторий-профилакторий и база отдыха «Огонёк», подсобное хозяйство, теплица и много жилья. Ежегодно до ста семей цементников получали бесплатно новые благоустроенные квартиры.
Умер он в своём кабинете за рабочим столом 30 марта 1978 года.

## Награды
- Награждён орденом Ленина (1971 г.)
- Награждён орденом Октябрьской Революции (1974 г.)
- Награждён орденом Трудового Красного Знамени и многими медалями.

## Семья
Был женат, супруга Никитина Фаина Александровна (скончалась 28 августа 1975 г.), дети: сын Анатолий (род. 21 июля 1939 г.) — работал директором СтройМашАвтоматизация в г. Орехово-Зуево, дочь Наталья Шиляева (род. 1 ноября 1948 г.) — получив медицинское образование работала в медицинских учреждениях г. Тольятти, закончила свою трудовую деятельность главным врачом Ставропольской больницы.

## Память
- В честь Никитина Виктора Кузьмича названа улица в Яблоневом Овраге городского округа Жигулевска.